# Attard
Attard (maltès: Ħ'Attard) és un municipi del centre de Malta, que va esdevenir parròquia el 1499. Juntament amb Balzan i Lija forma part de "els Tres Pobles" i ha estat habitat des de l'època clàssica. L'any 2021 tenia 12.268 habitants.
El lema llatí tradicional d'Attard és Florigera rosis halo ("Perfumo l'aire amb les meves flors") a causa dels seus nombrosos jardins de flors i horts de cítrics. Els habitants d'Attard són coneguts com a saraċini.
L'arquitecte Tommaso Dingli és originari d'aquesta localitat i a ell es deuen nombroses construccions del país, com l'església d'Attard, monumental i que no ha estat alterada.